# David Humm
David Henry Humm (Las Vegas, 2 de abril de 1952 — Las Vegas, 27 de março de 2018) foi um ex-jogador profissional de futebol americano estadunidense.<

## Carreira
David Humm foi campeão da temporada de 1983 da National Football League jogando pelo Los Angeles Raiders.

## Morte
Morreu aos 65 anos em 27 de março de 2018, na cidade de Las Vegas.